# Rollot
Rollot – miejscowość i gmina we Francji, w regionie Hauts-de-France, w departamencie Somma.
Według danych na rok 1990 gminę zamieszkiwało 575 osób, a gęstość zaludnienia wynosiła 48 osób/km² (wśród 2293 gmin Pikardii Rollot plasuje się na 481. miejscu pod względem liczby ludności, natomiast pod względem powierzchni na miejscu 323.).